# Kunigunda
Kunigunda je žensko osebno ime.

## Izvor imena
Ime Kunigunda izhaja iz nemškega imena Kunigunde, ki je zloženo iz starovisokonemških besed kunni v pomenu besede »pleme, rod« in gund »boj«.

## Različica imena
Kunka

## Tujejezikovne različice imena
- pri Madžarih, Poljakih: Kunigunda
- pri Nemcih: Kunigunde
- pri Italijanih: Cunegonda

## Pogostost imena
Po podatkih Statističnega urada Republike Slovenije je bilo na dan 31. decembra 2007 v Sloveniji število ženskih oseb z imenom Kunigunda: 8.

## Osebni praznik
V koledarju je ime Kunigunda zapisano 3. marca (Kunigunda, nemška cesarica in svetnica, † 3. mar. 1033).

## Zanimivosti
- Znana Kunigunda je nemška cesarica in žena cesarja Henrika II. Leta 1200 je Papež Inocenc III. oba razglasil za svetnika. Pokopana sta v stolnici v Bambergu. Kunigunda velja za zavetnico otrok in nosečnic
- V Sloveniji je pet cerkva sv. Kunigunde. Po cerkvi se imenuje tudi kraj Zgornja Kungota v občini Kungota.